# Conte licencieux
Le conte licencieux est un court récit d'origine populaire appartenant au genre de littérature orale et écrite du conte. Il traite de sujets généralement réprouvés par la morale dominante, à savoir la sexualité et la scatologie, auxquels peut s'ajouter accessoirement le blasphème vis-à-vis de la religion et de ses représentants. Ces thèmes s'expriment souvent, comme les devinettes grivoises, par des jeux de mots, des doubles sens et des ambiguïtés. Ils sont une part des cultures populaires et n'ont d'autre but que de susciter le rire par une violation « contrôlée » des interdits, qui n'est en aucun cas une remise en question de la société. Au contraire, la mise en scène d'un curé dans une situation érotique peut être une confirmation a contrario de la reconnaissance de son rôle exemplaire.
Le conte licencieux est universel, il existe dans toutes les cultures et à toutes les époques, en tant que tradition orale. Le conte retranscrit par l'écriture, puis l'imprimerie, a été nécessairement soumis à l'évolution de la morale publique et des lois, civiles ou religieuses, qui la régissent.

## Contes littéraires

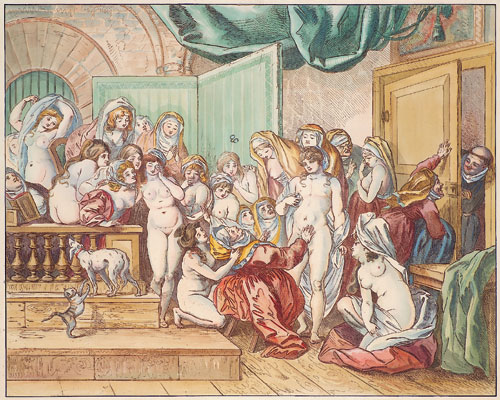
Johann Heinrich Ramberg, illustration pour le conte de Jean de La Fontaine Les lunettes.

Le conte licencieux est aussi un genre littéraire, servi par des auteurs plus ou moins influencés par la tradition populaire. Il peut s'identifier au conte érotique avec lequel la frontière peut être ténue. Les allusions et anecdotes grivoises sont nombreuses dans la littérature du Moyen Âge (les fabliaux) et de la Renaissance, les œuvres de Rabelais, de Chaucer (Les Contes de Canterbury), etc. en font foi. Moins connues, un grand nombre d'œuvres des troubadours sont dans le même registre. Plus tard, se perpétue chez de nombreux écrivains ou poètes amateurs la tradition d'écrits plus ou moins « libertins », à diffusion confidentielle ou même demeurés inédits.
Les plus connus sont les Contes de Jean de La Fontaine, et nombre de contes du marquis de Sade peuvent être classés dans cette catégorie.
Souvent condamnées pénalement dans le monde occidental, ces publications sont fréquemment rééditées à partir de la fin du XXe siècle.

## Collectes et publications
Les premiers recueils de contes licencieux ne voient officiellement le jour qu'à la fin du XIXe siècle, une fois la sexualité devenue objet de recherche et de science, surtout avec les travaux de Sigmund Freud. Dédaignés ou simplement ignorés par les premiers collecteurs de contes, les contes licencieux ont souvent constitué un « deuxième choix » pour leurs successeurs : si en Gascogne Jean-François Bladé affirme que ce genre n'existe pas, quelques années plus tard, dans la même région, Antonin Perbosc en effectue une impressionnante collecte.

### CollectionKryptadia
Le terme grec, Kryptadia, « choses cachées », qui désigne discrètement ce genre d'histoires, est celui d'une collection lancée en 1883 dans la ville allemande de Heilbronn, qui comprend quatre volumes, puis cinq publiés cette fois à Paris chez l'éditeur-libraire H. Welter. Avec un grand luxe de précautions destiné à prévenir de toute accusation de simple pornographie, les éditeurs entendent fournir aux ethnologues et folkloristes des éléments d'étude : le tirage est limité, la présentation est réduite à sa plus simple expression, les textes sont présentés sans ordre, souvent dans la langue d'origine, et figurent aussi devinettes, proverbes, chansons, jurons, ainsi que d'abondants glossaires et lexiques. Les premiers textes viennent de différents pays d'Europe, dont une importante partie de France, communiquée par les folkloristes H. Gaidoz et H. Carnoy. Les volumes suivants, édités à Paris, comprennent un grand nombre de textes sur les Slaves méridionaux, issus des travaux du spécialiste viennois Friedrich Salomo Krauss.

### CollectionAnthropophyteia
En 1904, le docteur Krauss lance une nouvelle collection sur l’histoire de l'évolution de la morale sexuelle : Anthropophyteia. La collection Kryptadia aurait certainement pu se poursuivre, mais l'antigermanisme ambiant en France a sans doute incité Krauss à fonder une collection indépendante à Leipzig. Krauss s'entoure de collaborateurs prestigieux comme l'anthropologue américain Franz Boas ou Sigmund Freud[réf. nécessaire]. Les textes, concernant tous les pays du monde, sont accompagnés de commentaires et d'analyses sur le langage, le folklore, la magie et la sorcellerie, la médecine, etc. De plus en plus, des illustrations viennent compléter les articles. Mais une telle liberté n'est pas encore acceptée et en 1913 des procès retentissants condamnent le tome IX de la collection à être détruit.

### CollectionContributions au folklore érotique
En 1906, Henri Carnoy lance une nouvelle série, Contributions au folklore érotique, contes, chansons, usages, etc. recueillis aux sources orales, chez un libraire-éditeur à Paris, Gustav Ficker. Le lieu d'édition mentionné, Kleinbronn, est sans doute un clin d'œil au lieu d'édition des premiers Kryptadia, Heilbronn. Il prévoit une dizaine de volumes, chacun sous l'autorité d'un spécialiste. Quatre seulement paraîtront :
- Contes licencieux de Constantinople et de l'Asie mineure, est signé Jean Nicolaïdes, en réalité Nicolas A. Jeannidis.
- Contes licencieux de l'Alsace, racontés par le Magnin de Rougemont, transcrits et présentés par Gilbert Froidure d'Aubigné, pseudonyme d'un ethnographe nommé Stoessel.
- Contes licencieux de l'Aquitaine, de Galiot et Cercamous (1907), en réalité Antonin Perbosc.
- Contes licencieux de la Picardie (1909), par « le meunier de Colincamps », Alcius Ledieu, bibliothécaire à Abbeville.

### Sources
- Josiane Bru, préface à la réédition (1984) des Contes licencieux de l'Aquitaine, contribution au folklore érotique (1907) par Antonin Perbosc